# Малая Субботиха
 Малая Субботиха — деревня в Кировской области. Входит в состав муниципального образования «Город Киров»

## География
Расположена на расстоянии примерно 5 км по прямой на юго-восток от старого автомобильного моста через Вятку в Кирове на правобережье Вятки.

## История
Известна с 1678 года как мельница Суботина с 3 дворами, в 1764 195 жителей, в 1802 98 душ мужского пола. В 1873 году здесь (деревня при двух Суботинских мельницах) дворов 45 и жителей 399, в 1905 (деревня при двух Суботинских мельницах или Малая Субботиха) 105 и 620, в 1926 (Малая Субботиха) 150 и 689, в 1950 180 и 645, в 1989 689 жителей. Административно подчиняется Первомайскому району города Киров.

## Население
Постоянное население составляло 763 человека (русские 96%) в 2002 году, 793 в 2010.